# Bernhard Gottfried Bueren
+–Bernhard Gottfried Bueren (* 12. Februar 1771 in Wolbeck; † 3. August 1845 in Papenburg) war ein deutscher Richter, Übersetzer und Dichter.

## Leben
Gottfried Bernhard Bueren wurde in Wolbeck bei Münster geboren und besuchte das Gymnasium Paulinum. Danach studierte er vier Jahre Rechtswissenschaften an der Akademie in Münster. Er war Hofmeister (Hauslehrer) des jungen Graf Johann Ignaz Franz von Landsberg-Velen und Gemen. Nebenbei widmete er sich intensiv dem Studium der Mathematik; seine Liebe galt aber der lateinischen und griechischen Literatur. Er übersetzte die Oden von Horaz und liebäugelte schon früh mit einer Veröffentlichung. 
Im Jahr 1793 erwarb er das Lizentiat der Rechte und wurde noch im gleichen Jahr Richter in der Freien Herrlichkeit Papenburg. Ab 1797 war er Rentmeister dort und im Jahr 1809 herzoglich-arembergischer Friedensrichter. Nach der Auflösung des Herzogtums Aremberg wurde er ab 1811 kaiserlich-französischer Friedensrichter, ebenfalls in Papenburg, und im selben Jahr Mitglied der Justizkommission in Aschendorf (Meppen). Er war Mitglied der „Westfälischen Gesellschaft für die Kultur und das Wohl des Vaterlandes“ (Minden).
Bueren schrieb zahlreiche Gelegenheitsgedichte, Lieder und Balladen u. a. auf Plattdeutsch, Latein und Griechisch, die in verschiedenen belletristischen Zeitschriften und Musenalmanachen veröffentlicht wurden. Eine weitere Spezialität waren Oden und Anagramme zum Lobe der Herrschenden: Zur Vermählungsfeier des herzoglich-arembergischen Arrondissement-Präfekten Dr. A. Heyl mit der Demoiselle Sophie Russel am 27. November 1810 steuerte Bueren einen Rundgesang nebst Chor bei.Anton Heyl und Sophie Russel waren Großeltern von Tonio Bödiker. Der zweiten Ehefrau von Napoléon I., der Kaiserin Marie Louise, widmete er eine Ode zur Entbindungsfeier am 20. März 1811.
Der gräcophile Bueren bot im Mai 1826 seine Manuskripte kostenlos zur Veröffentlichung an:
„Um auch ein Weniges zur Hülfe der Griechen beizutragen, biete ich meine sämmtlichen literarischen Manuscripte, bestehend in deutschen, lateinischen, griechischen und französischen eigenen Gedichten, Nachbildungen und Uebersetzungen, insbesondere in der Uebersetzung des 1. Buches der Horazischen Oden, des pervigilii veneris von Catull und Nachbildungen mehrerer lateinischen und griechischen Dichter u.s.w., ungefähr 40 bis 50 Druckbogen stark, der Coppenrath’schen Buchhandlung umsonst an, mit der Bitte, daß der reine Ertrag, nach Abzug der Druckkosten, den armen Griechen zugewandt werden möge.“ (Raßmann 1866:53)
Bueren war zweimal verheiratet, seine erste Ehefrau, Alexandrine Grothaus, starb 1814; aus dieser Ehe gingen zehn Kinder hervor. Seine zweite Ehefrau, Josephine Veltmann, lernte Bueren 1817 kennen; auch aus dieser Ehe gingen Kinder hervor. Einer der Söhne Buerens, Gottfried Wilhelm Bueren, trat in die juristischen Fußstapfen des Vaters (zuletzt Obergerichtsanwalt zu Meppen) und veröffentlichte kleinere poetische Beiträge in diversen Zeitschriften, konnte sich aber mit der üppigen literarischen Produktion des Vaters nicht messen. Bueren hat auch ihm einen Zeitschriftenbeitrag zur juristischen Laufbahn gewidmet.

## Werke
- Rundgesang nebst Chor bei Gelegenheit der Vermählungsfeier des Herrn Herzoglich Arembergischen Arrondissements-Präfekten Doctoren A. Heyl mit der Demoiselle Rüssel am 27. November 1810
- Ode zur Entbindungsfeier Ihrer Majestät der erhabensten Kaiserin M. Louise am 20. März, Lingen 1811
- An meinen Sohn, als ich ihm 36 Pistolen sandte, um Doktor der Rechte und Notar zu werden; in: Berliner Gesellschafter, Jg. 1820, Nr. 94
- Gottfried Bueren's Ausgewählte Gedichte. Aus des Vaters Nachlasse besorgt von Bernhard Alexander Bueren, Coppenrath, Münster 1868